# Peter Windsor
Peter David Windsor (ur. 11 kwietnia 1952 w Reigate) – współzałożyciel i dyrektor sportowy US F1 Team, były menadżer zespołu Ferrari oraz Williams, a także dziennikarz związany z Formułą 1.